# Vidkun Quisling
Vidkun Abraham Lauritz Jonssøn Quisling /ˈvidkʉn ˈkvisliŋ/ (18 de julio de 1887-24 de octubre de 1945) fue un político noruego. El 9 de abril de 1940, con la invasión alemana de Noruega en marcha, tomó el poder en un golpe de Estado apoyado por los nazis.
Hijo de un pastor de la iglesia de Noruega, mezcló fundamentos cristianos, desarrollos científicos y filosofía en una nueva teoría que denominó «universismo». Antes de ingresar a la política, formó parte del ejército, al unirse al Estado Mayor General en 1911 y especializarse en asuntos rusos. Fue enviado a Rusia en 1918 y trabajó con Fridtjof Nansen durante la hambruna rusa de 1921 en la República Socialista Soviética de Ucrania y regresó a Rusia para trabajar con Frederik Prytz en Moscú. Cuando Prytz se marchó en 1927, Quisling permaneció como el diplomático noruego responsable de la gestión de los asuntos diplomáticos británicos. Por estos servicios, fue nombrado comendador de la Orden del Imperio Británico por el rey Jorge V, aunque el honor fue rescindido posteriormente. Retornó a Noruega en 1929 y ejerció como ministro de Defensa durante los gobiernos de Peder Kolstad (1931-1932) y Jens Hundseid (1932-1933). Si bien Quisling consiguió alguna popularidad después de sus ataques a la izquierda, su partido nunca llegó a tener un buen desempeño en las elecciones y al momento de su llegada al poder en 1940 no pasaba de ser una fuerza política periférica.
De 1942 a 1945, ejerció como ministro presidente, en colaboración con las fuerzas de ocupación. Su gobierno, conocido como el Gobierno nacional, estuvo dominado por ministros del Nasjonal Samling, el partido que Quisling había fundado en 1933. En contraposición, existía el Gobierno noruego en el exilio, reconocido por los Aliados y presidido por Johan Nygaardsvold, el cual permanecía en Londres. El gobierno colaboracionista participó, a sabiendas o no, de la Solución final de la Alemania nazi. Quisling fue procesado durante la purga legal en Noruega después de la Segunda Guerra Mundial y fue declarado culpable de los cargos de malversación de fondos, asesinato y alta traición. Fue ejecutado por un pelotón de fusilamiento en la fortaleza de Akershus, en Oslo, el 24 de octubre de 1945. Durante la Segunda Guerra Mundial, el término quisling se convirtió en sinónimo de traidor.

## Primeros años

### Antecedentes

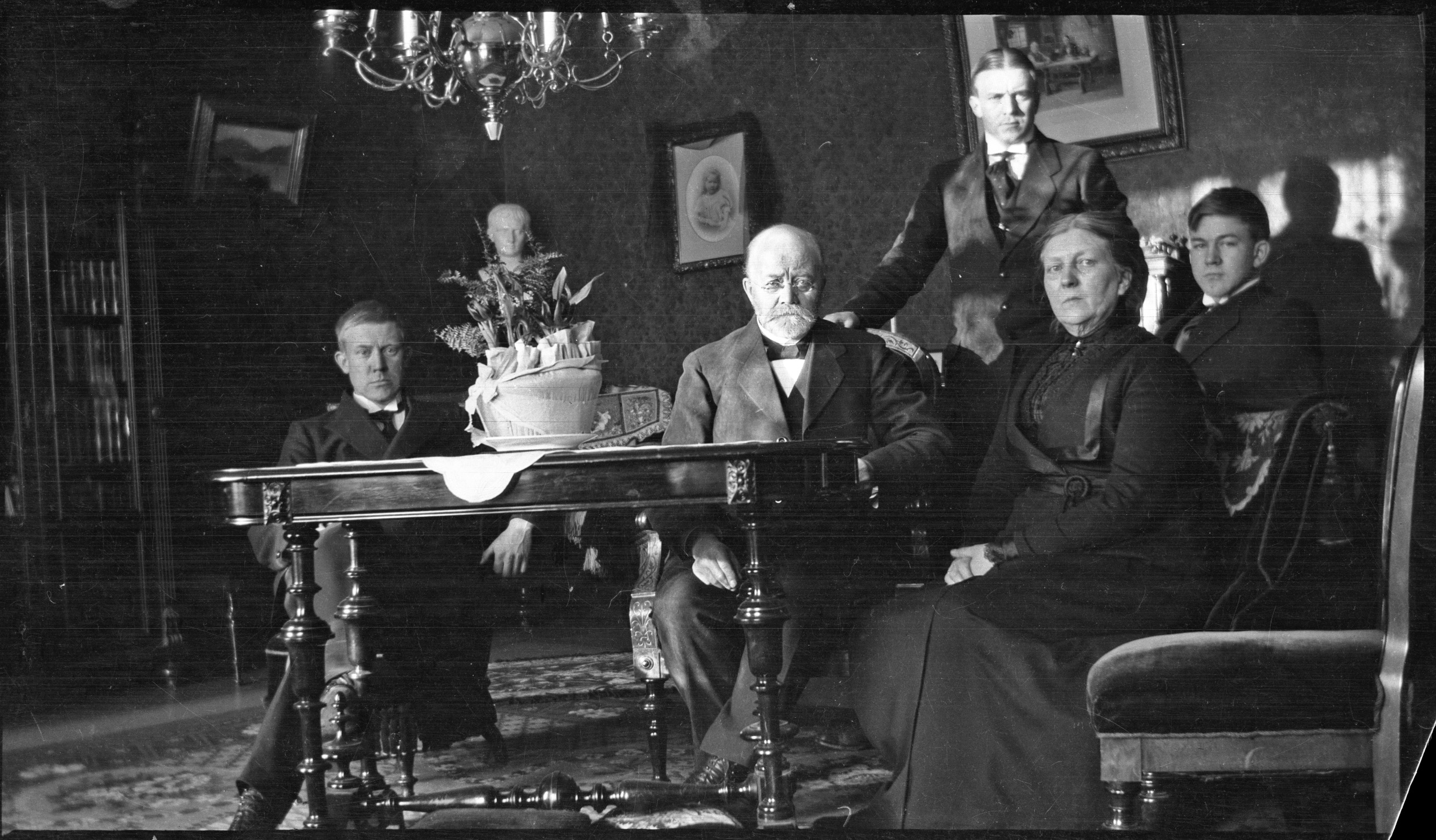
La familia Quisling en 1915 (Vidkun Quisling es el primero de la izquierda).

Vidkun Abraham Lauritz Jonssøn Quisling nació el 18 de julio de 1887 en la localidad de Fyresdal, en el condado noruego de Telemark. Era hijo del pastor de la iglesia de Noruega y genealogista, Jon Lauritz Quisling (1844-1930), y su esposa Anna Caroline Bang (1860-1941). El apellido deriva de Quislinus, el nombre latinizado de la localidad de Kvislemark en Jutlandia, Dinamarca, de donde los Quisling habían migrado en el siglo XVII, antes de casarse con la respetada familia Bakka del condado de Telemark. Con dos hermanos y una hermana, el joven Vidkun Quisling era «tímido y callado, pero también leal y servicial, siempre amigable, ocasionalmente sonreía cálidamente». De 1893 a 1900, su padre fue capellán del barrio de Strømsø en Drammen. Allí, Vidkun fue acosado por otros estudiantes en su escuela debido a que hablaba el dialecto de Telemark, pero resultó ser un estudiante exitoso. En 1900, la familia se mudó a Skien donde su padre fue nombrado preboste de la ciudad.

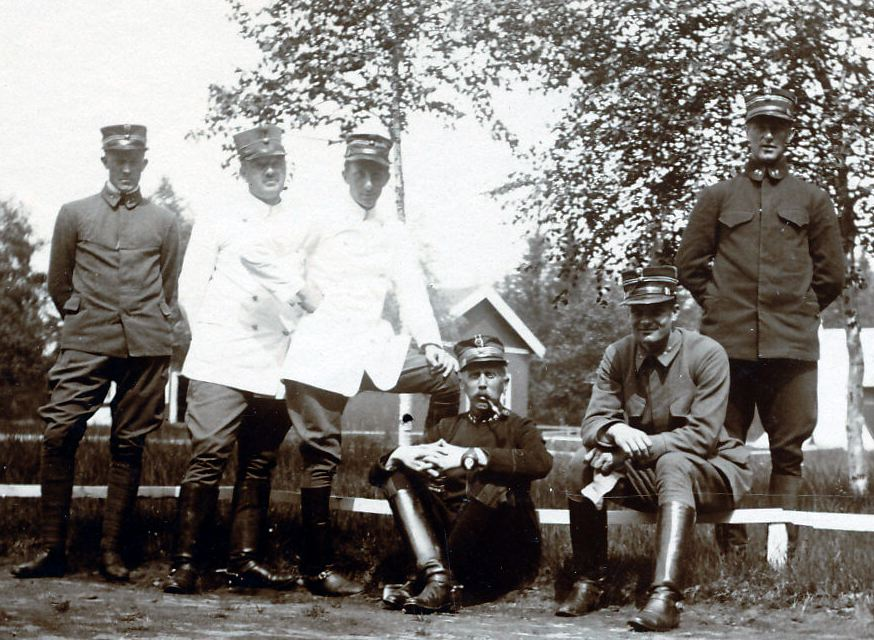
Vidkun Quisling (sentado sobre la cerca en 1912).

Académicamente, Quisling probó talento en humanidades, particularmente historia y ciencias naturales; se especializó en matemática. Por esta época, sin embargo, su vida no tenía una dirección clara. En 1905, Quisling se enroló en la Academia Militar Noruega, donde recibió el mayor puntaje en el examen de ingreso de los 250 solicitantes de ese año. En 1906 se transfirió a la Universidad Militar Noruega, donde se graduó con el mayor puntaje desde la fundación de la universidad en 1817 y fue premiado con una audiencia con el Rey. El 1 de noviembre de 1911, se unió al Comando General del Ejército. Noruega fue neutral en la Primera Guerra Mundial; Quisling detestaba el movimiento pacifista, aunque el alto costo humano de la guerra moderó sus puntos de vista. En marzo de 1918, fue enviado a Rusia como adjunto a la legación noruega en Petrogrado, para aprovechar los cinco años que había pasado estudiando el país. A pesar de su consternación por las condiciones de vida que experimentó, Quisling concluyó que «los bolcheviques tenían una extraordinaria fortaleza en la sociedad rusa» y se maravilló de cómo Trotski había logrado movilizar tan bien las fuerzas del Ejército Rojo; por el contrario, al conceder demasiados derechos al pueblo de Rusia, el gobierno de Kérenski había provocado su propia caída. Cuando la legación fue retirada en diciembre de 1918, Quisling se convirtió en un experto militar sobre asuntos rusos.

### Viajes
En septiembre de 1919, Quisling partió de Noruega para convertirse en un oficial de inteligencia en la legación noruega en Helsinki, un puesto que combinaba la diplomacia con la política. En el otoño de 1921, Quisling salió de Noruega nuevamente, esta vez, a pedido del explorador y humanitario Fridtjof Nansen, y en enero de 1922 llegó a Járkov, la capital de la RSS de Ucrania, para ayudar con el esfuerzo de auxilio humanitario tras la hambruna del año anterior. Al percatarse de la pésima gestión de la zona y la tasa de mortalidad de aproximadamente diez mil al día, Quisling elaboró un informe que atrajo ayuda y demostró sus habilidades administrativas, así como su tenacidad para conseguir lo que quería.
El 21 de agosto de 1922, se casó con la rusa Alexandra Andreevna («Asja») Voronina, la hija de un vendedor ambulante. Alexandra escribió en sus memorias que Quisling declaró su amor por ella; sin embargo, según sus cartas y las investigaciones llevadas a cabo por sus primos, parece que nunca hubo una relación romántica entre ambos. Al parecer, Quisling solo habría querido sacar a la joven de la pobreza al proveerle de un pasaporte noruego y seguridad financiera.

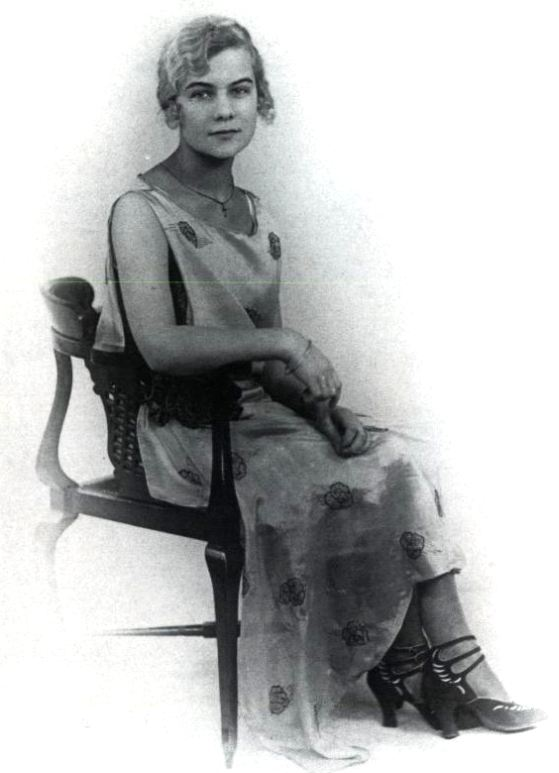
Alexandra «Asja» Voronina —primera esposa de Quisling.

Quisling partió de Ucrania en septiembre de 1922, aunque retornó a Járkov junto a Asja en febrero de 1923 para prolongar los esfuerzos de ayuda. Al respecto, Nansen describió el trabajo de Quisling como «absolutamente indispensable». Quisling encontró que la situación había mejorado bastante y, sin nuevos retos, lo consideró un viaje más aburrido que el anterior; sin embargo, en él conoció a María Vasiljevna Pasetsjnikova (del ruso: Мари́я Васи́льевна Па́сечникова), una ucraniana más de diez años menor que él. Los diarios de Pasetsjnikova de la época «indican una historia de amor floreciente» durante el verano de 1923, a pesar del matrimonio de Quisling con Asja el año anterior. Supuestamente, Quisling se casó con Pasetsjnikova en Járkov el 10 de septiembre de 1923, aunque no se ha descubierto documentación legal alguna. El biógrafo de Quisling, Dahl, cree que con toda probabilidad el segundo matrimonio nunca fue oficial. De todos modos, la pareja se comportó como si estuviera casada y celebró su aniversario de boda. Poco después del matrimonio, la misión de ayuda llegó a su fin y el trío salió de Ucrania y, desde el verano de 1923, tenía previsto pasar un año en París. María quería ver Europa; Quisling quería descansar un poco después de sufrir ataques de dolor de estómago durante todo el invierno

#### París, Europa Oriental y Noruega
La estancia en París requería de una licencia temporal del ejército, que Quisling comprendió lentamente sería permanente: los recortes en el ejército significaron que no habría plaza disponible para él cuando regresó. Quisling dedicó gran parte de su tiempo en la capital francesa a estudiar, leer obras de teoría política y trabajar en su proyecto filosófico, al que llamó «Universismo». El 2 de octubre de 1923, persuadió al diario de Oslo Tidens Tegn para que publicara un artículo que había escrito pidiendo el reconocimiento diplomático del Gobierno soviético. La estancia de Quisling en París no duró tanto como había planeado y, a fines de 1923, empezó a trabajar en el nuevo proyecto de repatriación de Nansen en los Balcanes. Llegó a Sofía en noviembre y pasó los dos meses siguientes viajando constantemente con su esposa María. En enero, ella regresó a París para cuidar de Asja, quien asumió el papel de hija adoptiva de la pareja; Quisling se unió a ellas en febrero.
En el verano de 1924, el trío retornó a Noruega; luego, Asja se marchó a vivir con una tía en Niza y nunca regresó. Aunque Quisling se comprometió a proveerle bienestar, sus pagos fueron irregulares y en los años siguientes perdió una serie de oportunidades para visitarla. De regreso a Noruega y para su posterior vergüenza, Quisling se sintió atraído por el movimiento obrero comunista. Entre otras políticas, abogó infructuosamente por la creación de una milicia popular para proteger al país de ataques reaccionarios y pidió a los miembros del movimiento si les gustaría saber qué información tenía el Estado Mayor sobre ellos, pero no obtuvo respuesta. Si bien su breve vínculo con la extrema izquierda parecería poco probable dada la subsecuente dirección política de Quisling, Dahl sugiere que, tras una infancia conservadora, para esta época, se encontraba «desempleado y desalentado... profundamente resentido con el Estado Mayor... [y] en el proceso de volverse políticamente más radical». Dahl añade que las opiniones políticas de Quisling en esta época podrían ser resumidas como «una fusión de socialismo y nacionalismo», con simpatías definitivas por el régimen soviético en Rusia.

#### Rusia y el escándalo de los rublos
En junio de 1925, Fridtjof Nansen nuevamente proporcionó empleo a Quisling. El par comenzó una visita de la RSS de Armenia, donde esperaba ayudar a repatriar armenios por medio de una serie de proyectos propuestos para ser financiados por la Sociedad de Naciones. A pesar de los esfuerzos sustanciales de Quisling, todos los proyectos fueron rechazados. En mayo de 1926, Quisling encontró otro trabajo con un viejo amigo noruego, Frederik Prytz, en Moscú, donde laboró como enlace entre Prytz y las autoridades soviéticas que poseían la mitad de la compañía de Prytz, Onega Wood. Se quedó en este trabajo hasta que Prytz se preparó a cerrar el negocio a inicios de 1927; por estas fechas, Quisling encontró un nuevo empleo como diplomático. Los asuntos diplomáticos británicos en Rusia estaban sido manejados por Noruega y él se convirtió en el nuevo secretario de la legación; María se le unió a fines de 1928. Estalló un enorme escándalo cuando Quisling y Prytz fueron acusados de usar canales diplomáticos para contrabandear millones de rublos a los mercados negros, una afirmación muy repetida más tarde y que sería utilizada para apoyar la acusación de «bancarrota moral», pero ni esta ni la acusación de que Quisling espió para los británicos han sido justificadas en ningún momento.
La línea más dura que se estaba gestando en la política soviética llevó a Quisling a distanciarse del bolchevismo. El gobierno soviético había rechazado de plano sus propuestas sobre Armenia y obstruyó un intento de Nansen para ayudar con la hambruna ucraniana de 1928. Quisling tomó estos desaires como un insulto personal; en 1929, con los británicos dispuestos a retomar el control de sus propios asuntos diplomáticos, Quisling abandonó Rusia. Fue nombrado comendador de la Orden del Imperio Británico (CBE) por sus servicios al Reino Unido, un honor revocado por el rey Jorge VI en 1940. Por esta época, Quisling también recibió la Orden de la Corona rumana y la Orden de San Sava por Yugoslavia, debido a sus esfuerzos humanitarios previos.

## Inicio de carrera política

### Retorno final a Noruega
Tras haber pasado nueve de los doce años anteriores en el exterior y sin experiencia práctica en política fuera del Ejército noruego, Quisling regresó a Noruega en diciembre de 1929 y trajo consigo un plan de cambio que denominó Norsk Aktion («Acción noruega»). La organización proyectada consistía en unidades de nivel nacional, regional y local, cuyo propósito consistía en reclutar de la misma forma que el Partido Comunista de la Unión Soviética. Al igual que la Action Française de la derecha francesa, abogaba por cambios constitucionales radicales. El Parlamento de Noruega (Storting) debía convertirse en bicameral, con la segunda cámara compuesta al estilo soviético con representantes elegidos por la población obrera. Quisling se centró más en la organización que en los aspectos prácticos de gobierno; por ejemplo, todos los miembros de Norsk Aktion iban a tener su propia designación en una jerarquía militar.
Quisling vendió un gran número de antigüedades y obras de arte que había adquirido a bajo precio en la Rusia posrrevolucionaria. Su colección consistía en unos doscientos cuadros, incluyendo obras presuntamente de Rembrandt, Goya, Cézanne y muchos otros maestros. La colección incluía «verdaderos tesoros» y había sido asegurada por casi trescientas mil coronas. En la primavera de 1930, se asoció de nuevo con Prytz, quien estaba de vuelta en Noruega. Participaron en las reuniones regulares de un grupo que incluía funcionarios de mediana edad y gente de negocios, ya que se describía como «la definición de libro de texto de un grupo de iniciativa fascista», a través del cual Prytz parecía decidido a lanzar a Quisling en la política.
Luego de la muerte de Nansen el 13 de mayo de 1930, Quisling usó su amistad con el editor del periódico Tidens Tegn para presentar su análisis de Nansen en la primera plana. El artículo fue titulado «Politiske tanker ved Fridtjof Nansens død» («Pensamientos políticos sobre la muerte de Fridtjof Nansen») y fue publicado el 24 de mayo. En el artículo, describió diez puntos que completarían la visión de Nansen aplicada a Noruega, entre ellos, «un gobierno fuerte y justo» y un «mayor énfasis en la raza y la herencia». Este tema fue más desarrollado en su nuevo libro, Rusia y nosotros, que salió en serie en el periódico Tidens Tegn durante el otoño de 1930. En defensa de la guerra contra el bolchevismo, el libro abiertamente racista catapultó a Quisling a la fama política. A pesar de su ambivalencia anterior, obtuvo un asiento en el Consejo de Oslo de la Fedrelandslaget (Liga de la Patria), previamente dirigida por Nansen. Mientras tanto, él y Prytz fundaron un nuevo movimiento político, Nordisk folkereisning i Norge («Levantamiento del pueblo nórdico en Noruega»), con un comité central de 31 y Quisling como su fører —un comité ejecutivo de un solo hombre—, aunque Quisling no parece haber tenido apego especial por el término. La primera reunión de la Liga tuvo lugar el 17 de marzo de 1931 y allí indicó que el propósito del movimiento era «eliminar la insurgencia comunista importada y depravada».

### Ministro de Defensa
Quisling dejó Nordisk folkereisning i Norge en mayo de 1931 para ejercer como ministro de Defensa en el gobierno agrario de Peder Kolstad, a pesar no ser agrario ni amigo de Kolstad. Había sido sugerido a Kolstad para el cargo por Thorvald Aadahl, editor del periódico agrario Nationen, que estaba influido por Prytz. El nombramiento llegó como una sorpresa para muchos en el Parlamento de Noruega. La primera acción de Quisling en el cargo fue lidiar con las secuelas del conflicto de Menstad, una disputa laboral «extremadamente amarga», contra la cual envió tropas. Después de evitar por poco las críticas de la izquierda sobre su manejo de la disputa y de la revelación de sus anteriores planes de formación de una milicia, Quisling volvió su atención a la amenaza percibida planteada por los comunistas. Creó una lista de los dirigentes del Sindicato Revolucionario de Oposición, quienes habían sido los supuestos agitadores en Menstad y algunos de los cuales fueron acusados de subversión y violencia contra la policía. Las políticas de Quisling también resultaron en la creación de una milicia permanente llamada Leidangen que, a diferencia de la organización que antes había proyectado, debía ser contrarrevolucionaria. A pesar de la disponibilidad de los oficiales subalternos en reserva después de los recortes en los gastos de defensa, tan solo se establecieron siete unidades en 1934 y las restricciones de financiamiento significaron que la empresa debió incluir menos de mil hombres antes de que desapareciera. En algún momento del período 1930-1933, la primera esposa de Quisling, Asja, recibió la noticia de la anulación de su matrimonio.
A mediados de 1932, el Nordisk folkereisning i Norge fue forzado a confirmar que si bien Quisling permanecía en el gabinete, no se convertiría en miembro del partido. Además, declaró que el programa partidario no se había basado para nada en el fascismo, incluyendo el modelo nacionalsocialista. Tal aclaración no disminuyó la crítica a Quisling, quien siguió apareciendo constantemente en los titulares de prensa, aunque gradualmente se fue ganando una reputación de administrador disciplinado y eficiente. Después de ser atacado en su oficina por un asaltante que llevaba un cuchillo y le roció la cara con pimienta el 2 de febrero de 1932, algunos periódicos, en lugar de enfocarse en el ataque, sugirieron que el asaltante había sido el esposo celoso de una de las empleadas de limpieza de Quisling; otros, especialmente aquellos alineados con el Partido Laborista, postularon que todo había sido orquestado. En noviembre de 1932, el político laborista Johan Nygaardsvold presentó esta teoría al Parlamento, lo que resultó en sugerencias para que se presentaran cargos de difamación contra él. No se presentaron cargos y la identidad del agresor nunca fue confirmada. Posteriormente, Quisling indicó que fue un intento de robo de documentos militares recién dejados por el teniente coronel sueco Guillermo Kleen. El denominado «caso de la pimienta» sirvió para polarizar la opinión sobre Quisling y para aumentar los temores del gobierno sobre la participación activa de elementos soviéticos en Noruega en la promoción de conflictos laborales.
Tras la muerte de Kolstad en marzo de 1932, Quisling retuvo su cargo de ministro de Defensa en el gobierno de Jens Hundseid (también agrario) por razones políticas; no obstante, tal como había sido bajo Kolstad, Quisling estuvo involucrado en muchas de las disputas que caracterizaron al nuevo gobierno. El 8 de abril de ese año, Quisling tuvo una oportunidad de defenderse sobre el caso de la pimienta en el Parlamento; sin embargo, aprovechó la oportunidad para atacar a los partidos laborista y comunista, al sostener que miembros designados de estos partidos eran criminales y «enemigos de nuestra patria y nuestro pueblo». El apoyo de Quisling por parte de elementos del ala derecha de la sociedad noruega se disparó de la noche a la mañana y 153 signatarios distinguidos hicieron un llamado para que las acusaciones de Quisling fueran investigadas. En los meses siguientes, decenas de miles de noruegos siguieron el ejemplo y, ese verano, Quisling estuvo ocupado dando discursos en mítines políticos repletos. En cambio, en el Parlamento, el discurso de Quisling fue visto como un suicidio político; no solo era débil la evidencia presentada, sino que se plantearon interrogantes sobre por qué la información no había sido entregada mucho antes si la amenaza revolucionaria era tan grave.

### Líder de un partido popular
En el curso de 1932 y 1933, la influencia de Prytz sobre Nordisk folkereisning i Norge se debilitó y el abogado Johan Bernhard Hjort asumió el rol de líder. Hjort estaba dispuesto a trabajar con Quisling, debido a su nueva popularidad, y diseñó junto con él un nuevo programa de políticas de derecha como la proscripción de los partidos revolucionarios, incluyendo aquellos financiados por organismos extranjeros, como era el caso de la Internacional Comunista, la suspensión de los derechos de voto para personas que recibieran alguna ayuda de bienestar social, alivio de la deuda agraria y una auditoría de las finanzas públicas. En 1932, durante el Affaire Kullmann, Quisling se dirigió hacia el Primer ministro para cuestionar su línea dura en relación con el agitador pacifista, el capitán Olaf Kullmann. En un memorando, distribuido a todo el gabinete y donde expuso sus propuestas de reforma económica y social, Quisling pidió al Primer ministro que dimitiera. Mientras el gobierno empezaba a colapsar, la popularidad personal de Quisling aumentó a nuevos niveles; se referían a él como el «hombre del año» y había expectativas de un futuro éxito electoral.
A pesar del nuevo programa, algunos miembros del círculo de Quisling todavía estaban a favor de un golpe de Estado al gabinete. Posteriormente, dijo que incluso había considerado el uso de la fuerza para derrocar al gobierno; pero, a fines de febrero, fue el Partido Liberal quien lo depuso. Con la ayuda de Hjort y Prytz, Nordisk folkereisning i Norge rápidamente se convirtió en un partido político: Nasjonal Samling (NS, literalmente «Unidad nacional»), listo para competir en las próximas elecciones de octubre. Quisling quedó ligeramente decepcionado, pues hubiera preferido encabezar un movimiento nacional, no solo uno de los siete partidos políticos. Poco después, Nasjonal Samling anunció que apoyaría a los candidatos de otros partidos si estaban de acuerdo con su objetivo principal de «establecer un gobierno nacional fuerte y estable, independiente de los partidos políticos ordinarios». Aunque no tuvo un éxito inmediato en el ya abarrotado espectro político, el partido fue ganando apoyo lentamente. Con su creencia de inspiración nazi en que la autoridad central de un Führer fuerte, así como sus elementos de propaganda de gran alcance, obtuvo el apoyo de muchas de las clases superiores de Oslo y comenzó a dar la impresión de que había «mucho dinero» detrás.
El mayor apoyo también se materializó cuando la Bygdefolkets Krisehjelp (Asociación de ayuda a los agricultores noruegos) buscó ayuda financiera del Nasjonal Samling, a cambio de la cual el partido obtuvo influencia política y una útil red existente de partidarios bien entrenados. El partido de Quisling nunca logró formar una gran coalición antisocialista, en parte, debido a la competencia por los votos de la derecha del Partido Conservador. Si bien Quisling no fue capaz de demostrar habilidad alguna como orador, su reputación por los escándalos aseguró que el electorado fuera consciente de la existencia del Nasjonal Samling. Como resultado, el partido mostró solo un éxito moderado en las elecciones de noviembre de 1933, con 27 850 votos, aproximadamente 2 % del voto nacional y alrededor de 3.5 % del voto en las circunscripciones donde presentó candidatos. Tal resultado lo convirtió en el quinto partido más importante en Noruega, por delante del Partido Comunista, pero no de los conservadores, laboristas, liberales ni del Partido agrario; al mismo tiempo que no fue capaz de asegurar un solo escaño en el Parlamento.

### Førerde un partido en declive
Después de los resultados electorales decepcionantes, la actitud de Quisling con respecto a la negociación y al compromiso se endureció. Un último intento de formar una coalición de derecha en marzo de 1934 no llegó a nada y, desde fines de 1933, el Nasjonal Samling de Quisling comenzó a labrar su propia forma de nacionalsocialismo. Sin un líder en el Parlamento, sin embargo, el partido luchó para presentar el proyecto de reforma constitucional necesario para lograr sus grandes ambiciones. Cuando Quisling trató de introducir el proyecto de ley directamente, fue rechazado rápidamente y el partido entró en declive. En el verano de 1935, unos titulares citaron a Quisling diciendo a sus opositores que «rodarían cabezas» tan pronto llegara al poder. La amenaza dañó irreparablemente la imagen de su partido y, en los siguientes meses, varios miembros de alto rango renunciaron, incluyendo a Kai Fjell y al hermano de Quisling, Jørgen.
Quisling comenzó a familiarizarse con el movimiento fascista internacional. Así, asistió a la Conferencia fascista de Montreux en diciembre de 1934. Para su partido, la asociación con el fascismo italiano no podía haber llegado en un peor momento, tan poco tiempo después de los titulares sobre las incursiones ilegales de Italia en Abisinia. A su retorno de Montreux, conoció al ideólogo nazi y teórico de política exterior Alfred Rosenberg y, aunque prefirió considerar sus propias políticas como una síntesis del fascismo italiano y del nazismo alemán, para las elecciones de 1936, Quisling se había convertido en parte en el «Hitler noruego» que sus oponentes hacía tiempo habían acusado de ser. Parte de esto se debió al endurecimiento de su antisemitismo, la asociación del judaísmo con el marxismo, el liberalismo y, cada vez más, con todo lo demás que encontrara censurable; y, en parte, como resultado de la creciente similitud del Nasjonal Samling con el Partido nazi alemán. A pesar de recibir un estímulo inesperado cuando el gobierno noruego accedió a las demandas soviéticas para arrestar a León Trotski, la campaña electoral del partido nunca cobró impulso. A pesar de que Quisling creía sinceramente que contaba con el apoyo de unos cien mil votantes y de que declaró a su partido que ganarían un mínimo absoluto de diez escaños, el Nasjonal Samling logró apenas 26 577 votos, menos de los obtenidos en 1933, cuando habían presentado candidatos solo para la mitad de los distritos. Bajo esta presión, el Partido se dividió en dos, con Hjort liderando el grupo disidente; si bien menos de cincuenta miembros partieron de inmediato, muchos más se sumaron durante 1937.
La disminución de miembros del Partido creó muchos problemas para Quisling, especialmente, financieros. Por años, había tenido dificultades financieras y había estado dependiendo de su herencia; pero, cuando intentó vender algunas de sus pinturas, encontró que un creciente número de ellas eran copias. Vidkun y su hermano Arne vendieron una pintura de Frans Hals por solo cuatro mil dólares, al creer que era una copia y no la obra de arte valorada en 55 000 dólares, solo para ver después como era reclasificada como original y revalorada en cien mil dólares. En las difíciles circunstancias de la Gran Depresión, incluso las pinturas originales no recaudaron lo que Quisling esperaba. Su desencanto con la sociedad noruega fue más profundo al proyectarse la reforma constitucional de 1938, por la cual se extendía la legislatura de tres a cuatro años con efecto inmediato, un cambio al que Quisling se opuso amargamente.

## Segunda Guerra Mundial

### Inicio de una guerra
En 1939, Quisling dirigió su atención hacia los preparativos de Noruega para la anticipada guerra europea que, a su juicio, implicaba un aumento drástico en los gastos de defensa del país para garantizar su neutralidad. Mientras tanto, el apoyo de Quisling a Hitler en un futuro conflicto pareció aumentar. A pesar de haber condenado la Kristallnacht, envió al líder alemán un saludo por su quincuagésimo cumpleaños  dándole las gracias por «salvar Europa del bolchevismo y de la dominación judía». En 1939, Quisling arguyó que una alianza anglo-rusa haría imposible la neutralidad, por lo que Noruega tendría que «ir con Alemania». Invitado al país en verano de 1939, empezó una gira que incluyó varias ciudades alemanas y danesas. En Alemania, fue recibido particularmente bien, con financiamiento prometido para impulsar la posición del Nasjonal Samling en Noruega y, con ello, diseminar el sentimiento pronazi. Cuando la guerra estalló el 1 de septiembre, Quisling se sintió reivindicado tanto por el evento como por la superioridad inmediata mostrada por la Wehrmacht alemana. Siguió estando aparentemente convencido de que, a pesar de su tamaño, su partido pronto se convertiría en el centro de la atención.
Durante los siguientes nueve meses, Quisling continuó liderando un partido que era, en el mejor de los casos, periférico en la política noruega; sin embargo, estuvo activo y en octubre de 1939 trabajó con Prytz en un plan que resultó infructuoso para la paz entre Gran Bretaña, Francia y Alemania, y su eventual participación en una nueva unión económica. Quisling también reflexionó sobre cómo Alemania debía pasar a la ofensiva contra su entonces aliado, la Unión Soviética, y el 9 de diciembre viajó a Alemania para presentar sus planes multifacéticos. Tras impresionar a los oficiales alemanes, obtuvo una audiencia con el propio Hitler, programada para el 14 de diciembre. Sus contactos le habían dado firmes consejos de que lo más útil que podía hacer era pedir ayuda a Hitler para un golpe de Estado proalemán en Noruega, que permitiría a los alemanes usar a Noruega como una base naval. Después, la neutralidad oficial noruega sería mantenida por el mayor tiempo posible y, finalmente, el país caería bajo control alemán antes que británico. No está claro cuánto entendió el propio Quisling acerca de las implicaciones tácticas de tal medida o cuánto confió en su futuro ministro del Interior, Albert Hagelin, quien hablaba fluidamente alemán, para presentar los argumentos relevantes a los oficiales alemanes en Berlín durante las conversaciones previas a la reunión con Hitler, a pesar de que Hagelin, a veces, era propenso a exageraciones perjudiciales. Casi seguramente, Quisling y sus contactos alemanes quedaron con diferentes puntos de vista en cuanto a si habían acordado la necesidad de una invasión alemana.
El 14 de diciembre de 1939, Quisling se reunió con Hitler. El líder alemán prometió responder a cualquier invasión británica de Noruega (Plan R 4), quizás de forma preventiva, con un contraataque alemán; pero, consideró demasiado optimistas los planes de Quisling de un golpe de Estado en Noruega y de una paz anglo-alemana. No obstante, Quisling seguiría recibiendo fondos para fortalecer el Nasjonal Samling. Ambos se reunieron nuevamente cuatro días después y, luego, Quisling escribió un memorando en el que decía explícitamente a Hilter que no se consideraba a sí mismo un nacionalsocialista. Las subsiguientes maquinaciones alemanas fueron ocultadas intencionalmente a Quisling, quien también estuvo incapacitado por una severa enfermedad, probablemente, nefritis en ambos riñones, por la cual se negó a hospitalizarse. A pesar de que regresó a trabajar el 13 de marzo de 1940, permaneció enfermo durante varias semanas. Entre tanto, el incidente del Altmark complicó los esfuerzos de Noruega por mantener su neutralidad. El propio Hitler se mantuvo indeciso sobre si una ocupación de Noruega debía requerir de una invitación del gobierno noruego. Finalmente, Quisling recibió una citación el 31 de marzo y, reluctante, viajó a Copenhague para reunirse con oficiales de inteligencia nazi, quienes le pidieron información sobre las defensas y los protocolos de defensa de Noruega. Regresó a Noruega el 6 de abril y el 8 de ese mes, la Operación Wilfred británica comenzó, con lo cual Noruega se involucró en la guerra. Con las fuerzas aliadas en Noruega, Quisling esperaba una característicamente rápida respuesta alemana.

### Invasión alemana y golpe de Estado
En las primeras horas del 9 de abril de 1940, Alemania invadió Noruega por vía aérea y marítima, con la intención de capturar al rey Haakon VII y el gobierno del primer ministro Johan Nygaardsvold. No obstante, alertado por la posibilidad de la invasión, el presidente del Parlamento, el conservador Carl Joachim Hambro, gestionó su evacuación a Hamar, al este del país. El crucero alemán Blücher, que llevaba primordialmente el personal que se haría cargo del gobierno noruego, fue hundido por fuego de cañón y torpedos disparados desde la fortaleza Oscarsborg en el fiordo de Oslo. Los alemanes habían esperado que el gobierno se rindiera, por lo que tenían listo su reemplazo; ninguna de estas situaciones sucedió, aunque la invasión continuó. Tras horas de discusión, Quisling y sus contrapartes alemanas decidieron que era necesario un golpe de Estado inmediato, aunque esta no era la opción preferida ni del embajador de Alemania, Curt Bräuer, ni del ministro de Asuntos Exteriores alemán.
Por la tarde, Quisling fue informado por su contacto alemán Hans Wilhelm Scheidt de que si establecía un gobierno, tendría la aprobación personal de Hitler. Quisling redactó una lista de ministros y, aunque apenas se había reubicado a unos 50 km en Elverum, acusó al gobierno legítimo de haber «huido». Mientras tanto, los alemanes ocuparon Oslo y, a las 17:30, la radio noruega dejó de transmitir a pedido de las fuerzas de ocupación. Con apoyo alemán, aproximadamente a las 19:30, Quisling comenzó su emisión radiofónica, donde proclamó la formación de un nuevo gobierno y revocó una orden previa de movilización contra la invasión nazi. Todavía carecía de legitimidad y dos de sus órdenes —una a su amigo en el Ejército (el coronel Hans S. Hiorth, el oficial al mando del regimiento del Ejército en Elverum). para arrestar a los miembros del Gobierno y otra al jefe de la policía de Oslo— fueron ignoradas. A las 22:00, Quisling retomó la transmisión, repitió su mensaje anterior y leyó una lista de nuevos ministros. Hitler le concedió su apoyo como había prometido y reconoció al nuevo gobierno noruego bajo el mando de Quisling ese mismo día. Las baterías noruegas todavía estaban disparando a las fuerzas invasoras alemanas y, a las 03:00 del 10 de abril, Quisling accedió al pedido alemán de detener la resistencia desde la fortaleza Bolærne. Como resultado de acciones como esta, en ese entonces se sostuvo que la toma del poder de Quisling en un gobierno títere había sido en todo momento parte del plan alemán.
Quisling llegó al punto culminante de su poder político. El 10 de abril, Bräuer viajó a Elverum, donde se había asentado el gobierno legítimo de Nygaardsvold. Bajo órdenes de Hitler, exigió que el rey Haakon nombrara a Quisling jefe de un nuevo gobierno, asegurando así una transición pacífica del poder. Haakon se negó y dejó saber que prefería abdicar a nombrar un gobierno encabezado por Quisling. Al escucharlo, el gobierno votó por unanimidad el apoyo a la postura del rey e instó a las personas a continuar con la resistencia. Sin apoyo popular, Quisling ya no era de utilidad para Hitler. Alemania retiró el apoyo a su gobierno; en su lugar, prefirió crear su propia comisión de gobierno independiente. De esta manera, Quisling fue sacado del poder por Bräuer y una coalición de sus antiguos aliados, incluyendo a Hjort, que ahora lo veía como un pasivo. Incluso sus aliados políticos, como Prytz, lo abandonaron. A cambio, Hitler escribiría a Quisling dándole las gracias por sus esfuerzos de buena fe, para evitarle perder prestigio (por ejemplo, que podía convertirse en un futuro líder de Noruega) y garantizarle una especie de posición en el nuevo gobierno. La transferencia de poder en estos términos fue llevada a cabo debidamente el 15 de abril, con Hitler aún confiando que el Consejo Administrativo recibiría el apoyo del rey. La reputación internacional y doméstica de Quisling llegó a nuevos niveles mínimos, al ser sindicado como traidor y como un fracaso.

### Jefe de Gobierno

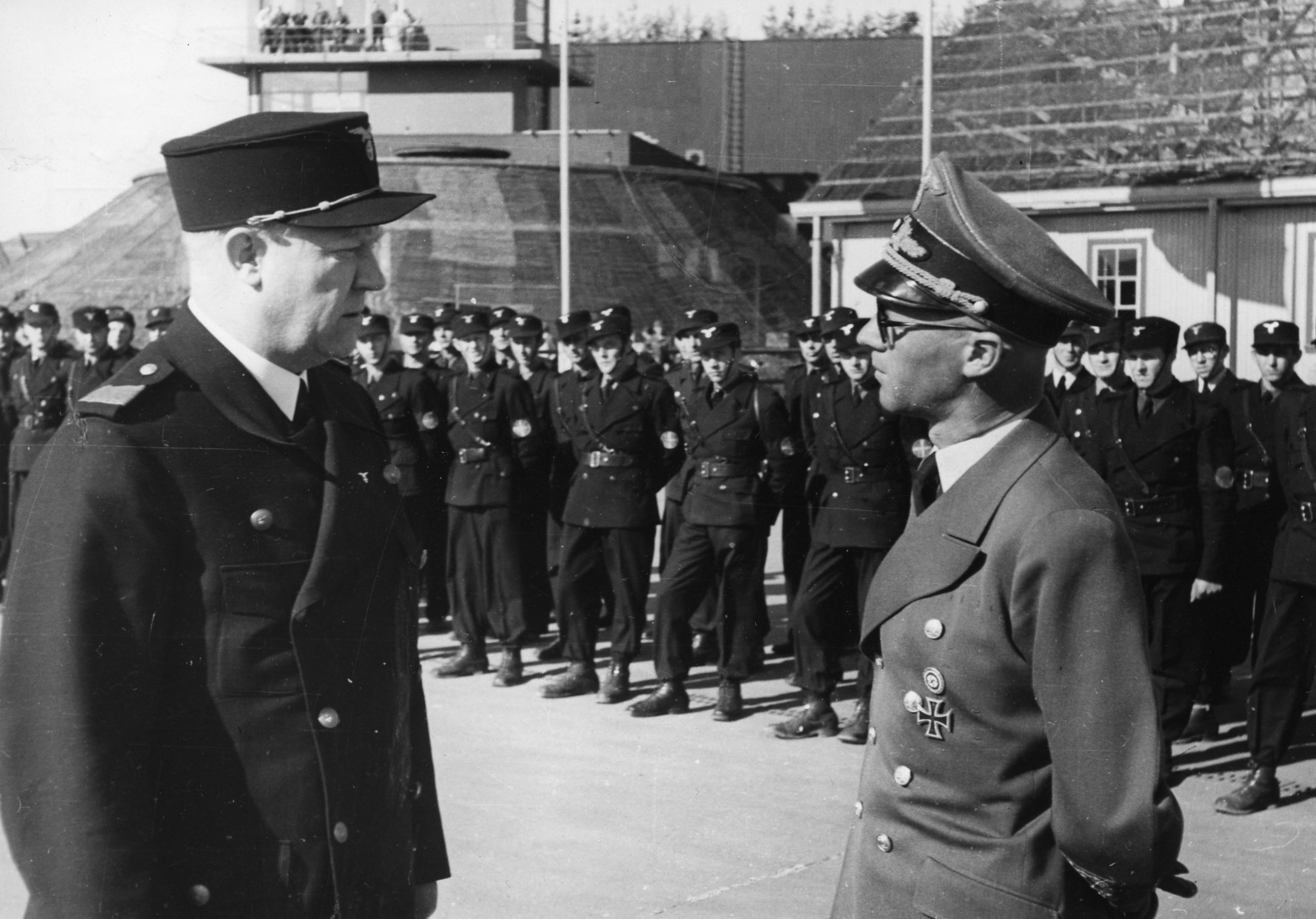
Quisling y el comisario del Reich Terboven.

Una vez que el rey declaró ilegal a la comisión alemana, quedó claro que nunca sería ganado para la causa nazi. Un impaciente Hitler nombró el 24 de abril a Josef Terboven como el nuevo Reichskommissar noruego, quien rendiría cuentas directamente a él. A pesar de que Hitler se lo había prometido, Terboven quería asegurarse de que no habría lugar en el gobierno para el Nasjonal Samling ni para su líder, Quisling, con quien no se llevaba bien. Finalmente, Terboven aceptó cierta presencia del Nasjonal Samling en el gobierno durante el mes de junio, pero siguió sin estar convencido sobre Quisling. Como resultado, el 25 de junio, Terboven forzó a Quisling a dimitir como líder del Nasjonal Samling y tomar una licencia temporal en Alemania. Quisling permaneció allí hasta el 20 de agosto, con Alfred Rosenberg y Erich Raeder, a quienes había conocido en su anterior visita a Berlín, como negociadores en su nombre. Al fin, regresó «triunfante», al haber convencido a Hitler en una reunión el 16 de agosto. El Reichskommissar tendría ahora que dar cabida a Quisling como líder del Gobierno; luego, permitirle reconstruir el Nasjonal Samling y traer a más de sus hombres al gabinete. Terboven obedeció y se dirigió al pueblo noruego en una emisión radiofónica, en la cual afirmó que el Nasjonal Samling sería el único partido político tolerado en el futuro.
Como resultado, para fines de 1940, la monarquía había sido suspendida, aunque se mantuvo el Parlamento de Noruega y un órgano parecido a un gabinete. El Nasjonal Samling, el único partido proalemán, sería fomentado, pero el Reichskommissariat de Terboven conservaría el poder en el ínterin. Quisling ejercería como primer ministro interino y diez de los trece miembros del «gabinete» procederían de su partido. Estableció un programa para aniquilar «los principios destructivos de la Revolución francesa», incluido el pluralismo y el régimen parlamentario. Incluso se involucró en la política local: los alcaldes que cambiaron su lealtad al Nasjonal Samling fueron recompensados con poderes mucho mayores. Se invirtió en programas culturales fuertemente censurados, aunque teóricamente la prensa se mantuvo libre. Para reforzar las posibilidades de supervivencia del genotipo nórdico, la anticoncepción fue severamente restringida. El partido de Quisling experimentó un aumento en la membresía a un poco más de treinta mil partidarios; sin embargo, a pesar de su optimismo, nunca sobrepasó la marca de cuarenta mil.

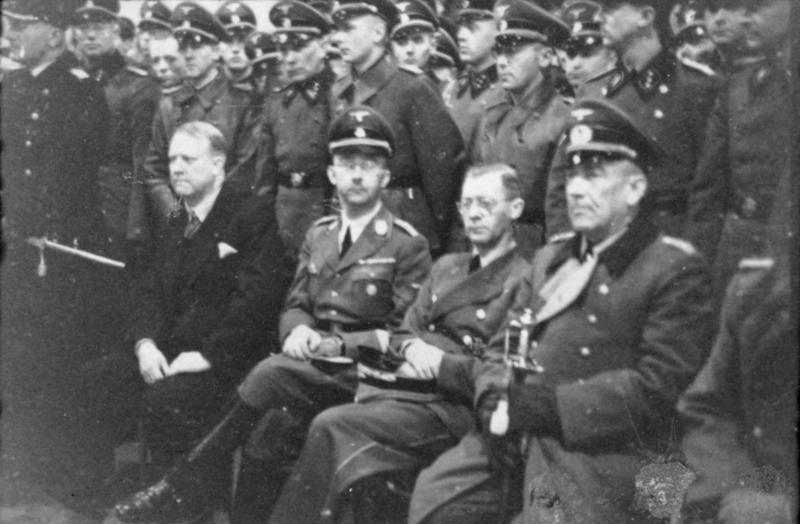
Heinrich Himmler visitó Noruega en 1941. Sentados (de izquierda a derecha), se encuentran Quisling, Himmler, Terboven y el general Nikolaus von Falkenhorst, comandante de las fuerzas alemanas en Noruega.

El 5 de diciembre de 1940, Quisling voló a Berlín para negociar sobre el futuro de Noruega. Para la época en que retornó, el 13 de diciembre, había accedido a reclutar voluntarios para luchar con las Schutzstaffel (SS) alemanas. En enero, el jefe de las SS, Heinrich Himmler, viajó a Noruega para supervisar los preparativos. Quisling claramente creía que si Noruega apoyaba a la Alemania nazi en el campo de batalla, no habría ninguna razón para que Alemania anexionara su territorio. Para este propósito, se opuso a los planes para tener instalada en Noruega una brigada de las SS alemanas leales solo a Hitler. En el proceso, también endureció su actitud hacia el país que albergaba al rey en el exilio, el Reino Unido, que ya no veía como un aliado nórdico. Por último, Quisling alineó la política noruega sobre los judíos con la de Alemania, dando un discurso en Fráncfort el 26 de marzo de 1941 en el que defendía el exilio obligatorio, pero advirtió contra el exterminio. En mayo, Quisling quedó destrozado por la muerte de su madre, Anna, ya que su relación había sido especialmente estrecha. Al mismo tiempo, la crisis política por la independencia de Noruega se profundizó, con la amenaza de Quisling a Terboven de que renunciaría por el tema de las finanzas. Al final, el Reichskommissar acordó ceder en el tema, pero Quisling debió conceder en el tema SS: fue formada una brigada, pero como una rama del Nasjonal Samling.
Mientras tanto, la línea del gobierno se endureció: los líderes del Partido Comunista de Noruega fueron arrestados y los sindicalistas intimidados. El 10 de septiembre de 1941, Viggo Hansteen y Rolf Wickstrøm fueron ejecutados y muchos más fueron encarcelados después de la huelga de leche (melkestreiken) en Oslo. La ejecución de Hansteen fue vista después como un momento decisivo, al dividir a la ocupación en sus fases más inocentes y más mortales. El mismo año, la policía estatal, abolida en 1937, fue restablecida para ayudar a la Gestapo en Noruega y fueron confiscados aparatos de radio en todo el país. Aunque estas fueron decisiones de Terboven, Quisling estuvo de acuerdo con ellas y llegó a denunciar al gobierno en el exilio de «traidor». Como resultado de la postura endurecida, surgió un «frente de hielo» informal y los partidarios del Nasjonal Samling quedaron aislados de la sociedad. Quisling quedó convencido de que este era un sentimiento antialemán que se desvanecería una vez que Berlín hubiera entregado el poder al Nasjonal Samling; sin embargo, las únicas concesiones que obtuvo en 1941 fue hacer que los jefes de los ministerios fueron ascendidos a ministros del gobierno oficiales y la independencia de la secretaría del partido.
Finalmente, en enero de 1942, Terboven anunció que el gobierno alemán llegaría a su fin. Poco después, le dijo a Quisling que Hitler había aprobado la transferencia del poder, prevista para el 30 de enero. Quisling permaneció escéptico sobre qué sucedería, ya que Alemania y Noruega estaban en medio de unas negociaciones de paz complejas que no podrían ser completadas hasta que se alcanzara la paz en el Frente Oriental, mientras que Terboven insistió en que el Reichskommissariat permanecería en el poder hasta que se produjera tal paz. No obstante, Quisling podría estar razonablemente seguro de que su posición dentro del partido y con Berlín era inexpugnable, aunque fuera impopular dentro de Noruega, algo de lo que era muy consciente. Después de un ligero aplazamiento, se hizo un anuncio el 1 de febrero de 1942, que detallaba cómo el gabinete había elegido a Quisling en el cargo de ministro presidente del Gobierno nacional. El nombramiento fue acompañado por un banquete, reuniones y otras celebraciones por los miembros del Nasjonal Samling. En su primer discurso, Quisling comprometía al gobierno a estrechar los lazos con Alemania. El único cambio a la Constitución fue el restablecimiento de la prohibición de entrada de judíos a Noruega, que había sido abolida en 1851.

### Ministro Presidente

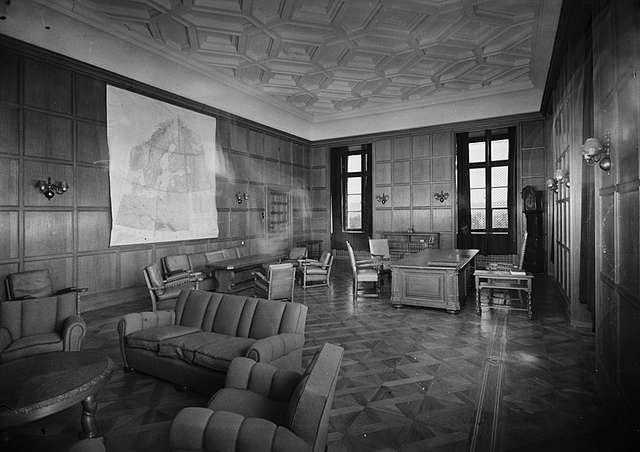
La oficina de Quisling en el Palacio Real, al cual se mudó en febrero de 1942.

El nuevo cargo dio a Quisling una seguridad que antes no había disfrutado, aunque el Reichskommissariat permaneció fuera de su control. Este optimismo no duró mucho. Un mes más tarde, en febrero de 1942, Quisling hizo su primera visita de Estado a Berlín entrevistándose con Hitler y Rosenberg. A pesar de que fue un viaje productivo en el que todas las cuestiones fundamentales sobre la independencia de Noruega fueron discutidas, Goebbels, en particular, siguió sin estar convencido de las credenciales de Quisling, señalando que era «poco probable» que «se convertiría alguna vez en un gran estadista». De regreso a casa, Quisling estaba ahora menos preocupado acerca de la membresía del Nasjonal Samling e incluso quería realizar una limpieza de la lista de miembros, incluyendo una purga de los borrachos. El 12 de marzo, Noruega se convirtió oficialmente en un Estado de partido único. Poco a poco, la crítica y resistencia al Partido fue criminalizada, aunque Quisling expresó su pesar por tener que dar este paso. Había esperado realmente que cada noruego llegaría a aceptar libremente su gobierno, si bien esto no fue así, ya que su gestión estuvo marcada por una serie de descriterios desde el comienzo mismo.
En el curso del verano de 1942, Quisling perdió toda capacidad creíble que podría haber tenido para influir en la opinión pública, al tratar de obligar a niños a ingresar a la organización juvenil Nasjonal Samlings Ungdomsfylking, que fue inspirada en las Juventudes Hitlerianas. Esta acción provocó una renuncia masiva de profesores de su colegio profesional y clérigos de sus cargos, junto con disturbios civiles a gran escala. 
Su intento de acusar al obispo Elvind Berggrav demostró ser igualmente controvertido, incluso entre sus aliados alemanes. Entonces, Quisling endureció su postura y dijo a los noruegos que tendrían un nuevo régimen que se les impondría «les guste o no». El 1 de mayo, el Alto Mando alemán señaló que «la resistencia organizada a Quisling ha comenzado» y que las conversaciones de paz de Noruega con Alemania se estancaron como consecuencia de su gestión. Además, el 11 de agosto, Hitler pospuso toda negociación de paz hasta que la guerra terminara. Quisling fue amonestado duramente y se enteró de que Noruega no tendría la independencia que tanto anhelaba. Como insulto adicional, por primera vez se le prohibió escribir cartas directamente a Hitler.
Quisling había insistido anteriormente en una alternativa corporativa para el Parlamento de Noruega (Storting) que él llamó Riksting. Estaría integrado por dos cámaras: la Næringsting (Cámara de Comercio) y la Kulturting (Cámara Cultural). Entonces, antes de la octava y última convención nacional del Nasjonal Samling el 25 de septiembre y cada vez más desconfiado de los organismos profesionales, cambió de opinión. El Riksting se convirtió en un órgano consultivo, mientras que el Førerting (Consejo del Fører) y las cámaras parlamentarias debían convertirse en organismos independientes subordinados a sus respectivos ministerios. Después de la convención, el apoyo por el Nasjonal Samling y por el propio Quisling disminuyó lentamente, pero a paso firme. El creciente faccionalismo y las pérdidas personales, incluyendo la muerte accidental del político Gulbrand Lunde, fueron agravados por las tácticas alemanas de mano dura, como el asesinato de diez residentes bien conocidos de Trøndelag y sus alrededores durante la ley marcial decretada en octubre de 1942. Además, la ley ex post facto lex Eilifsen de agosto de 1943, que llevó a la primera sentencia de muerte aprobada por el régimen y fue ampliamente considerada como una violación flagrante de la Constitución y un signo del creciente papel de Noruega en la Solución final, destruiría todo lo que la Convención había logrado en términos de elevar la moral del Partido.

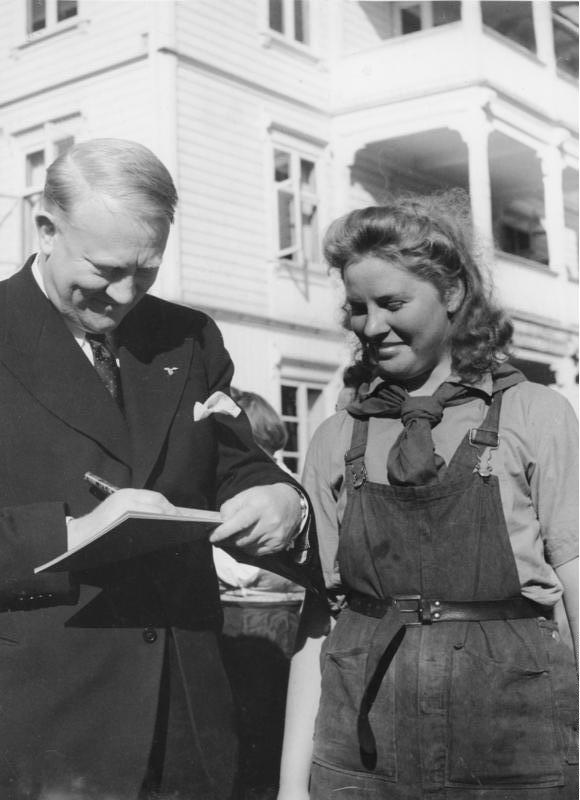
Quisling firmando un autógrafo en 1943.

Con la ayuda del gobierno y el compromiso personal de Quisling, los judíos fueron registrados en una iniciativa alemana de enero de 1942. El 26 de octubre, las fuerzas alemanas con ayuda de la policía noruega arrestaron a 300 judíos registrados en Noruega y los enviaron a campos de concentración, la mayor parte en Berg y a cargo de Hirden, el ala paramilitar del Nasjonal Samling. Los mayores de 65 años fueron rápidamente puestos en libertad por el gobierno noruego. Aún más polémica fue la confiscación de las propiedades judías por el Estado. El 26 de noviembre, los detenidos fueron repentinamente deportados, junto con sus familias. Si bien esta fue una iniciativa enteramente alemana —el propio Quisling fue mantenido sin conocimiento, aunque sí proporcionó ayuda gubernamental—, Quisling hizo creer al público noruego que la primera deportación de judíos a campos en Polonia fue su idea. Otros 250 fueron deportados en febrero de 1943 y no queda claro cuál fue la posición oficial del Partido con respecto al destino final de los 759 noruegos deportados; sin embargo, hay evidencia que sugiere que Quisling honestamente creyó la historia oficial a lo largo de 1943 y 1944 de que estaba en espera su repatriación a una nueva patria judía.
Mientras tanto, Quisling creía que la única manera de recuperar el respeto de Hitler sería reclutando voluntarios para el entonces vacilante esfuerzo bélico alemán, por lo que comprometió de todo corazón a Noruega para los planes alemanes de librar una guerra total. Para él, al menos después de la derrota alemana en Stalingrado en febrero de 1943, Noruega tenía ahora un papel que desempeñar para mantener al Tercer Reich fuerte. En abril de 1943, Quisling pronunció un discurso mordaz en el que atacó la negativa de Alemania a diseñar sus planes para la Europa de la posguerra. Cuando presentó esto ante Hitler en persona, el líder nazi permaneció impasible, a pesar de las contribuciones de Noruega al esfuerzo bélico. Quisling se sintió traicionado por este aplazamiento de la libertad de Noruega, una actitud que se desvaneció solo cuando Hitler finalmente se comprometió en septiembre de 1943 con una Noruega libre en la posguerra.

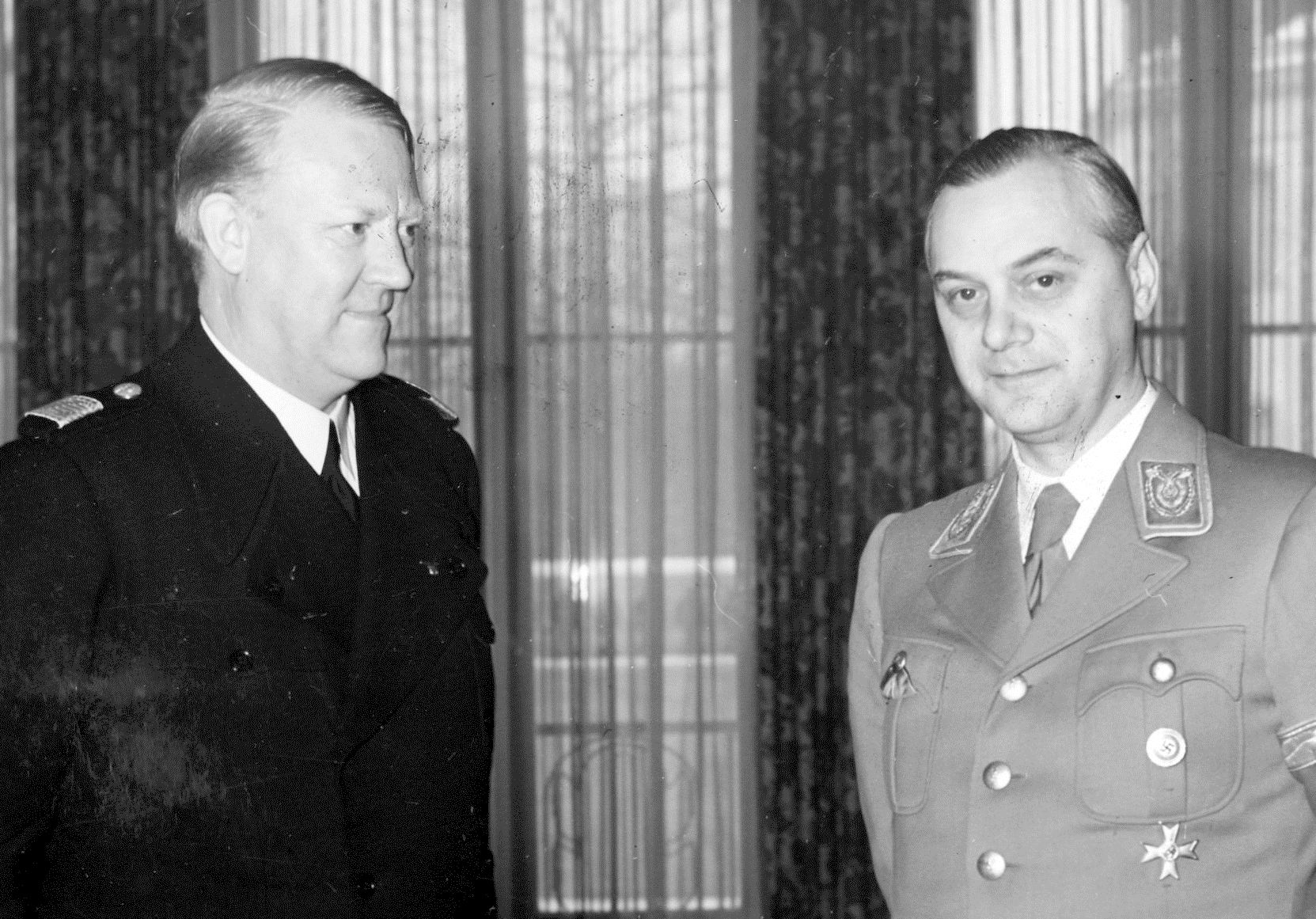
Quisling y Alfred Rosenberg en Berlín (1942)

Quisling estaba cansado de la guerra durante sus últimos años. En 1942, aprobó 231 leyes, pero el total anual disminuyó a 166 en 1943 y a 139 en 1944; la política social fue la única área que recibió atención significativa. Se dio cuenta de que Alemania enfrentaba una derrota final, pero el optimismo público se mantuvo obligatorio, como fue el caso con todos los aliados de Hitler. En el otoño, Quisling y Anton Mussert en los Países Bajos podían estar felices de, al menos, haber sobrevivido. En 1944, el peso de los problemas que Quisling había tenido durante los últimos dos años también disminuyó. A pesar de todo el derrotismo, la posición del Nasjonal Samling, aun con su ambigua relación con el Reichskommissariat, era inexpugnable. Los alemanes ejercieron un mayor control sobre la ley y el orden en Noruega, siguiendo su deportación de judíos con la de oficiales noruegos y, finalmente, trataron de deportar estudiantes de la Universidad de Oslo. Incluso Hitler estaba indignado por la escala de los arrestos. Quisling se enredó en una debacle similar a principios de 1944, cuando forzó al servicio militar obligatorio a elementos de la Hird, causando que varios de sus miembros renunciaran para evitar ser conscriptos.
El 20 de enero de 1945, Quisling realizó el que sería su último viaje para visitar a Hitler. Le prometió apoyo noruego en la fase final de la guerra, si Alemania accedía a un acuerdo de paz que dejaría los asuntos noruegos fuera de la intervención alemana. Esta propuesta surgió del miedo de que, a medida que las fuerzas alemanas se retiraran hacia el sur, a través de Noruega, el gobierno de ocupación tendría que luchar para mantener el control en el norte de Noruega. Dado el caso, para horror del régimen de Quisling, los nazis decidieron utilizar la política de tierra quemada en el norte de Noruega, yendo tan lejos como hasta disparar a los civiles noruegos que se negaron a evacuar la región. El período también estuvo marcado por las crecientes bajas civiles debido a los bombardeos aéreos aliados y la cada vez mayor resistencia noruega al gobierno desde el interior de la Noruega ocupada. La reunión con el líder alemán no fue exitosa y, cuando le pidió firmar la orden de ejecución de miles de saboteadores noruegos, Quisling se negó, un acto desafiante que irritó a Terboven, quien estaba actuando bajo las órdenes de Hitler, por lo que abandonó las negociaciones. Al relatar los eventos del viaje a un amigo, Quisling estalló en llanto, convencido de que la negativa nazi a firmar la paz preservaría su reputación como un traidor.
Quisling pasó los últimos meses de la guerra intentando evitar muertes noruegas en la confrontación que se estaba desarrollando entre las fuerzas alemanas y aliadas en Noruega. El régimen también trabajó a favor de la repatriación segura de los noruegos mantenidos en campos alemanes de prisioneros de guerra. En privado, Quisling había aceptado hacía tiempo que el nacionalsocialismo sería derrotado y el suicidio de Hitler el 30 de abril de 1945 lo dejó libre para tratar de encontrar públicamente su final elegido: una oferta ingenua de una transición a un gobierno de poder compartido con el gobierno en el exilio. El 7 de mayo, Quisling ordenó que la policía no debía ofrecer resistencia armada al avance aliado, excepto en defensa propia, incluso contra miembros manifiestos del movimiento noruego de resistencia. El mismo día, Alemania anunció que se rendiría incondicionalmente, con lo cual la posición de Quisling se tornó insostenible. Siendo realista, Quisling se reunió el día siguiente con los líderes militares de la resistencia para discutir la manera en que iba a ser arrestado. Finalmente, Quisling declaró que si bien no quería ser tratado como un delincuente común, no quería un trato preferencial en comparación con sus colegas del Nasjonal Samling. También sostuvo que él podría haber mantenido a sus fuerzas luchando hasta el final, pero que había decidido no hacerlo con el fin de evitar convertir a «Noruega en un campo de batalla» En su lugar, había tratado de asegurar una transición pacífica y, a cambio, la resistencia le ofreció juicios para todos los acusados miembros del Nasjonal Samling después de la guerra y la dirigencia acordó que podría ser encarcelado en una casa en lugar de un complejo penitenciario.

## Arresto, juicio y legado
El mando civil de la resistencia, representado por el abogado Sven Arntzen, exigió que Quisling fuera tratado como cualquier otro sospechoso de asesinato y, el 9 de mayo, Quisling y sus ministros no tuvieron más remedio que entregarse a la policía. Quisling fue transferido a la celda 12 en Møllergata 19, la estación de policía central en Oslo. La celda estaba equipada con una pequeña mesa, un lavabo y un agujero en la pared para un inodoro. Tras diez semanas de ser constantemente vigilado para evitar intentos de suicidio mientras estaba en custodia policial, fue trasladado a la fortaleza de Akershus, donde esperó su juicio como parte de la purga legal. A pesar de la pérdida de peso inicial y de sufrir de neuropatía, su constitución fuerte significó que pronto comenzó a trabajar arduamente en su caso con Henrik Bergh, un abogado con un buen historial, pero en gran medida indiferente, al menos inicialmente, a la difícil situación de Quisling. Bergh, sin embargo, creyó el testimonio de que Quisling había tratado de actuar en los mejores intereses de Noruega y decidió utilizar este como punto de partida para la defensa. Inicialmente, los cargos de Quisling relativos al golpe de Estado, incluyendo su revocación de la orden de movilización, a su tiempo como líder del Nasjonal Samling y sus acciones como Ministro Presidente, tales como asistir al enemigo e intentar alterar ilegalmente la Constitución. Finalmente, fue acusado del asesinato de Gunnar Eilifsen. Aunque no disputó los hechos claves, negó todos los cargos con el argumento de que siempre había trabajado por una Noruega libre y próspera y presentó una respuesta de sesenta páginas. El 11 de julio, se presentó una acusación que añadía una serie de nuevos cargos, incluyendo más asesinatos, robo, malversación de fondos y, lo más preocupante de todo para Quisling, la acusación de haber conspirado con Hitler para la ocupación de Noruega el 9 de abril.
El juicio se inició el 20 de agosto de 1945. La defensa de Quisling se basó en restar importancia a su unidad con Alemania y hacer hincapié en que él había luchado por la independencia total, algo que parecía completamente contrario a los recuerdos de muchos noruegos. A partir de ese momento, según su biógrafo Dahl, Quisling debió trazar una «línea fina entre la verdad y la falsedad» y salió de ella «una figura evasiva y a menudo lamentable». Tergiversó la verdad en varias ocasiones y la mayoría de sus declaraciones enteramente veraces le ganaron pocos defensores en general en el país, donde casi todo el mundo lo seguía odiando. En los últimos días del juicio, la salud de Quisling sufrió, en gran parte, como resultado de la cantidad de exámenes médicos a los que fue sometido y su defensa se tambaleó. El poderoso discurso final de la fiscalía señaló que la responsabilidad por la ejecución de la Solución final en Noruega recaía en Quisling, para lo cual se apoyó en el testimonio de oficiales alemanes. El fiscal Annæus Schjødt solicitó la pena de muerte, apelando a las leyes que habían sido introducidas por el gobierno en el exilio en octubre de 1941 y enero de 1942.

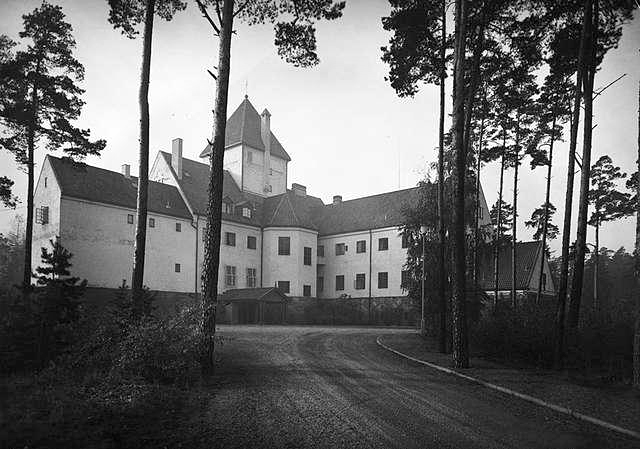
Villa Grande, la residencia de Quisling en 1945, que él apodó Gimlé, un nombre tomado de la mitología nórdica.

Discursos eruditos, tanto por Bergh como por el propio Quisling, no pudieron cambiar el resultado y, cuando el veredicto fue anunciado el 10 de septiembre, Quisling fue declarado culpable de todos los cargos, excepto un puñado de cargos menores. Por los numerosos crímenes de los que fue hallado culpable, fue condenado a muerte. La pena de muerte en sí fue justificada, en gran medida, por las afirmaciones de que su diseño para Noruega era que fuera a lo más «un Estado vasallo de Alemania». En octubre, fue rechazada una apelación a la Corte Suprema. El proceso judicial fue considerado «un modelo de imparcialidad» en un comentario de Maynard Cohen. Después de testificar en otros juicios de varios miembros del Nasjonal Samling, Quisling fue ejecutado por un pelotón de fusilamiento en la fortaleza de Akershus a las 02:40 del 24 de octubre de 1945. Sus últimas palabras fueron: «Fui condenado injustamente y muero inocente». Tras su muerte, su cuerpo fue cremado y las cenizas fueron enterradas en Fyresdal.
Su viuda María vivió en Oslo hasta su muerte en 1980. No tuvieron hijos; a su muerte, donó todas sus antigüedades rusas a una fundación de caridad que opera en Oslo hasta la actualidad. Durante la mayor parte de su carrera política última, Quisling vivió en una mansión en Bygdøy en Oslo, que denominó Gimle, en referencia al lugar en la mitología nórdica donde vivirían los sobrevivientes de la gran batalla de Ragnarök. La casa, ahora llamada Villa Grande, es actualmente un museo del Holocausto. El movimiento Nasjonal Samling fue completamente aniquilado como fuerza política en Noruega, aunque el propio Quisling se ha convertido en uno de los noruegos sobre los que más se ha escrito.

## Personalidad
Las interpretaciones sobre el carácter de Quisling están divididas. Para sus partidarios, es considerado un administrador concienzudo del más alto nivel, con conocimientos y atención por los detalles. Creían que, equilibrado y gentil ante una falta, se preocupaba profundamente por su gente y mantenía altos niveles morales en todos los sentidos. Para sus opositores, Quisling era inestable y no tenía disciplina, podía ser abrupto e incluso amenazante. Es muy posible que fuera ambos; a gusto entre amigos, bajo presión cuando se enfrentaba con sus adversarios políticos y, por lo general, tímido y retraído con ambos. Durante las cenas formales, a menudo, no decía nada excepto ocasionales cascadas de retórica dramática. De hecho, no reaccionaba bien bajo presión y, frecuentemente, dejaba escapar sentimientos hiperdramáticos cuando era puesto en apuros. Normalmente abierto a la crítica, era propenso a asumir que muchos grupos eran conspiradores.
El sociólogo noruego Johan Galtung describe a Quisling como un mini-Hitler, con un complejo de predestinación o, alternativamente, una mégalo-paranoia, más frecuentemente diagnosticado en tiempos modernos como un trastorno narcisista de la personalidad. Estaba «bien instalado en su personalidad», pero era incapaz de ganar seguidores entre su propio pueblo, ya que la población no proporcionaba un espejo de la ideología de Quisling, en definitiva, era «un dictador y un payaso en el escenario equivocado con el guion equivocado». El psiquiatra Gabriel Langfelt afirmó que las metas fundamentales de Quisling «encajaban en la descripción clásica de megalomaníaco-paranoide más precisamente que cualquier otro que hubiera encontrado».
Durante su tiempo en el cargo, Quisling se levantaba temprano, a menudo, después de haber completado varias horas de trabajo antes de llegar a la oficina entre las 9:30 y las 10:00. Le gustaba intervenir en prácticamente todos los asuntos de gobierno, leer personalmente todas las cartas dirigidas a él o a su cancillería y marcar un sorprendente número de ellas como realizables. Los miembros del Partido no recibían un trato preferencial. Si bien Quisling pensaba de forma independiente y tomó varias decisiones clave en el acto, a diferencia de su contraparte alemana, le gustaba seguir el procedimiento y su gobierno siguió siendo «decoroso y civilizado» en todo. Rechazó la supremacía racial alemana y, en su lugar, consideró a la raza noruega como la progenitora del norte de Europa, rastreando su propio árbol genealógico en su tiempo libre; sin embargo, no compartió durante la guerra las penurias de sus compañeros noruegos, aunque tampoco usó muchos regalos ni vivió de forma extravagante. También tomó un interés personal en el gobierno de Fyresdal, donde había nacido.

## Puntos de vista religiosos y filosóficos

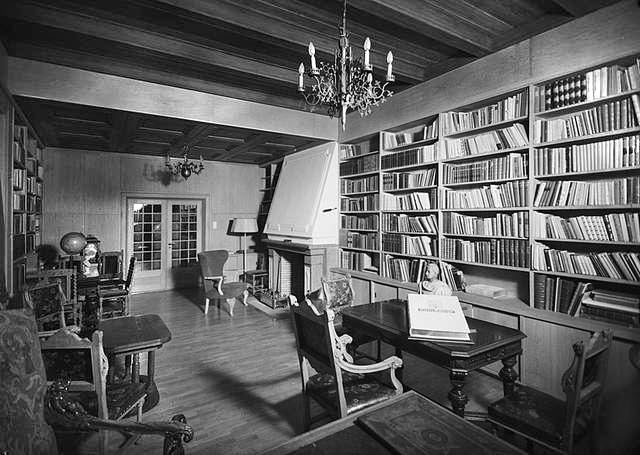
La biblioteca de Quisling incluía las obras de varios eminentes filósofos.

Al ser hijo de un pastor de la iglesia de Noruega, Quisling fue criado como luterano y se interesó en la religión y la metafísica; con el tiempo, reunió una biblioteca que incluía las obras de Spinoza, Kant, Hegel y Schopenhauer, aunque no parece haber seguido a los filósofos modernos. Aunque era solo un filósofo aficionado, se mantuvo al tanto con los desarrollos en la mecánica cuántica y combinó ambas para crear una nueva religión que denominó «Universismo» (o «Universalismo»), basada libremente en el cristianismo. Sus escritos originales se extienden a unas supuestas dos mil páginas sobre el tema. Tomó prestado el término «Universismo» de un libro de texto sobre filosofía china y describió cómo su filosofía «seguía la teoría universal de la relatividad, de la cual las teorías específica y general son instancias especiales». Quisling quería que el universismo fuera la religión oficial del Estado de su nueva Noruega.
Su magnum opus estaría dividida en cuatro partes: una introducción; una descripción del aparente progreso de la humanidad de una conciencia individual a otra cada vez más compleja; una sección sobre sus principios de moralidad y ley; y una sección final sobre la ciencia, el arte, la política, la historia, la raza y la religión. La conclusión debía ser titulada «La clasificación y organización orgánica del mundo», pero la obra quedó inconclusa; en general, Quisling trabajó rara vez en ella durante su tiempo en política. Su biógrafo Hans Fredrik Dahl describe esto como «afortunado», ya que Quisling «nunca habría conseguido reconocimiento» como un filósofo.
Durante su juicio y, particularmente, después de haber sido sentenciado. Quisling se interesó una vez más en el universismo. Vio los acontecimientos de la guerra como parte de la tendencia hacia el establecimiento del reino de Dios en la Tierra y justificó sus acciones en esos términos. Durante la primera semana de octubre, escribió un documento de cincuenta páginas titulado Aforismos universísticos, que representaban «una revelación casi extática de la verdad y la luz por venir, que llevaba la marca de nada menos que un profeta». El documento también fue notable por su ataque contra el materialismo del nacionalsocialismo y su rechazo del racismo y antisemitismo, los cuales había suscrito con anterioridad. Además, trabajó simultáneamente en un sermón, «Justicia eterna», que reiteraba sus creencias fundamentales, incluyendo la reencarnación.

## Quislingcomo sustantivo
Durante la Segunda Guerra Mundial, la palabra quisling se convirtió en sinónimo de traidor. El término fue acuñado por el periódico británico The Times en su titular del 15 de abril de 1940, «Quisling en todas partes». La editorial afirmaba:

A los escritores, la palabra Quisling es un regalo de los dioses. Si se les había ordenado inventar una nueva palabra para traidor... difícilmente habrían dado con una combinación más brillante de letras. Auditivamente logra sugerir algo resbaladizo a la vez que tortuoso.

En inglés, por un tiempo durante y después de la Segunda Guerra Mundial, fue usada la derivación regresiva del verbo «to quisle», para referirse al acto de cometer traición a la patria. El término quisling con el significado «aquel que colabora con los invasores» también ha sido usado en otros idiomas europeos, como el noruego, sueco, griego, croata y el serbio.